# Liste von Sakralbauten in Sachsen-Anhalt

Landkreise und kreisfreie Städte in Sachsen-Anhalt

Die Liste von Sakralbauten in Sachsen-Anhalt ist nach Landkreisen und kreisfreien Städten Sachsen-Anhalts untergliedert.

## Listen nach Stadt und Landkreis
- Liste von Sakralbauten in Dessau-Roßlau
- Liste von Sakralbauten in Halle (Saale)
- Liste von Sakralbauten in Magdeburg
- Liste von Sakralbauten im Altmarkkreis Salzwedel
- Liste von Sakralbauten im Landkreis Anhalt-Bitterfeld
- Liste von Sakralbauten im Landkreis Börde
- Liste von Sakralbauten im Burgenlandkreis
- Liste von Sakralbauten im Landkreis Harz
- Liste von Sakralbauten im Landkreis Jerichower Land
- Liste von Sakralbauten im Landkreis Mansfeld-Südharz
- Liste von Sakralbauten im Landkreis Stendal
- Liste von Sakralbauten im Landkreis Wittenberg
- Liste von Sakralbauten im Saalekreis
- Liste von Sakralbauten im Salzlandkreis

## Kategorienlisten
- Sakralbau im Landkreis Anhalt-Bitterfeld
- Sakralbau im Landkreis Börde
- Sakralbau im Burgenlandkreis
- Sakralbau in Dessau-Roßlau
- Sakralbau im Landkreis Harz
- Sakralbau im Landkreis Jerichower Land
- Sakralbau im Landkreis Mansfeld-Südharz
- Sakralbau im Saalekreis
- Sakralbau im Salzlandkreis
- Sakralbau im Landkreis Wittenberg